# Траисова, Эльмара Аскаровна
Эльмара Аскаровна Траисова (каз. Эльмара Асқарқызы Траисова; 20 июня 1967; с. Джамбейты, Западно-Казахстанская область, КазССР, СССР) — казахстанский школьный педагог, учитель КГУ «Школа-гимназия № 34 имени Асана Тайманова», город Уральск. Герой Труда Казахстана (2024).

## Биография
20 июня 1967 года родилась в селе Жымпиты, Жымпитинский район, Уральская область. В 1984 году окончила среднюю школу в Жымпиты. В 1985 году поступила на факультет филологии в Орский государственный педагогический институт имени Тараса Шевченко. В 1990 году завершила обучение по специальности «Учитель русского языка и литературы в национальной школе».
Педагогическую трудовую деятельность начал в 1990 году учителем русского языка и литературы в средней школе Жымпитинского района.
С 1990 по 2000 год работала учителем русского языка и литературы в Жымпитинской средней школе. 
С 2000 по 2003 год работала в школе №37 города Уральск, с 2003 по 2007 год — в школе №5 города Уральск. 
С 2007 года и по настоящее время работает учителем русского языка и литературы в школе-гимназии №34 имени Асана Тайманова.

## Педагогическая деятельность
Эльмара Аскаровна — творческий, новаторский педагог, стремящийся к совершенствованию в формировании учащихся как личностей.
Эльмара Аскаровна участвовала в первом съезде филологов Республики Казахстан в качестве делегата, где обсуждались основные пути филологического образования в Казахстане. В рамках области разработала программу литературно-драматического кружка «Молодой театральный зритель». В области был распространён её опыт проведения прикладного курса для 10-х классов «Пушкиниана».
Учитель регулярно участвует в качестве члена жюри на предметных олимпиадах и конкурсах в Уральске и Западно-Казахстанской области. Входит в экспертную комиссию Научного республиканского образовательного центра по анализу учебников по русскому языку и литературе. В составе областной творческой группы оказывала методическую помощь учителям в составлении тематического календарного планирования для 5-11 классов по русскому языку и литературе.
Её ученики ежегодно становятся призёрами и победителями городских, областных и республиканских конкурсов и олимпиад. 
Учитель была награждена званием «Лучший педагог-2016» на республиканском уровне и вошла в международную энциклопедию «Лучшие люди, лучшие в образовании». В городском конкурсе среди учителей «Мой Know How в дистанционном формате» заняла первое место, а также второе место в номинации «Лучшая авторская программа». На республиканском конкурсе педагогических идей получила второе место в номинациях «Современные образовательные технологии в среднем образовании. Учитель русского языка и литературы» и «Оценка грамотности».
Общий педагогический стаж — 34 года. Педагог-исследователь.

## Награды
- 2024 (22 октября) — Звание «Қазақстанның Еңбек Ері» (Герой Труда Казахстана) с вручением знака особого отличия Золотой звезды (Алтын жұлдыз) и ордена «Отан» — за выдающиеся достижения в социально-гуманитарном развитии Республики Казахстан;[1][2][3]
- 2024 (12 августа) — Звания МП РК «Почётный работник образования Республики Казахстан» — за особые заслуги в области образования Республики Казахстан;[4]
- 2024 (18 сентября) — Медаль МП РК «Ыбырай Алтынсарин» — за особые заслуги в области просвещения и педагогической науки.;
- 2016 — Победитель Республиканского конкурса «Лучший педагог — 2016 года»;[5]

## Семья
Супруг — Таукин Тимур Аронович, 22.02.1961 г., пенсионер.
Сын — Таукин Санжар Тимурович, 21.12.1996 г., менеджер банка «Береке».